# Rio Cacheu Mangroves Natural Park
Rio Cacheu Mangroves Natural Park är en park i Guinea-Bissau. Den ligger i den västra delen av landet, 80 km nordväst om huvudstaden Bissau. Rio Cacheu Mangroves Natural Park ligger 5 meter över havet.
Terrängen runt Rio Cacheu Mangroves Natural Park är mycket platt. En vik av havet är nära Rio Cacheu Mangroves Natural Park åt sydväst. Runt Rio Cacheu Mangroves Natural Park är det ganska glesbefolkat, med 25 invånare per kvadratkilometer. Närmaste större samhälle är Cacheu, 3,1 km sydost om Rio Cacheu Mangroves Natural Park. 